# Mermessus socius
Mermessus socius là một loài nhện trong họ Linyphiidae.
Loài này thuộc chi Mermessus. Mermessus socius được Ralph Vary Chamberlin miêu tả năm 1949.